# Bộ Đất đai, Hạ tầng, Giao thông và Du lịch
Bộ Đất đai, Hạ tầng, Giao thông và Du lịch (国土交通省 (Quốc thổ Giao thông Tỉnh) Kokudo-kōtsū-shō), viết tắt là MLIT, là một bộ của Nội các Nhật Bản.
 Bộ chịu trách nhiệm cho một phần ba tất cả các luật và mệnh lệnh tại Nhật Bản, và là bộ lớn nhất của Nhật Bản về nhân viên, cũng như cơ quan điều hành lớn thứ hai của chính phủ Nhật Bản sau Bộ Quốc phòng. Bộ giám sát bốn cơ quan bên ngoài bao gồm Lực lượng Bảo vệ bờ biển Nhật Bản và Cơ quan du lịch Nhật Bản.

## Khái quát tổng quan
Để hoàn thành các nhiệm vụ được đề ra trong Điều 3 của Đạo luật Bộ Đất đai, Hạ tầng, Giao thông và Du lịch, cần xem xét những điều sau: quy hoạch đất đai quốc gia, thành phố, đường xá, tòa nhà, nhà ở, sông, cảng, bảo trì thuộc chính phủ, khảo sát đất đai quốc gia, giao thông vận tải, chính sách du lịch, dịch vụ khí tượng. Bộ chịu trách nhiệm về các vấn đề liên quan đến đất đai quốc gia, giao thông vận tải và phát triển vốn xã hội, chẳng hạn như các biện pháp đối phó với thiên tai, an ninh của khu vực biển xung quanh và an ninh.

Ban đầu, ký hiệu tiếng Anh là "Ministry of Land, Infrastructure and Transport" (đất đai, cơ sở hạ tầng xây dựng, hạ tầng, giao thông, vận tải), nhưng khi Cơ quan Du lịch được thành lập  ngày 8 tháng 1 năm 2008 thì nó lại có nghĩa là "du lịch". Và được thêm vào thánh Bộ Đất đai, Hạ tầng, Giao thông và Du lịch.

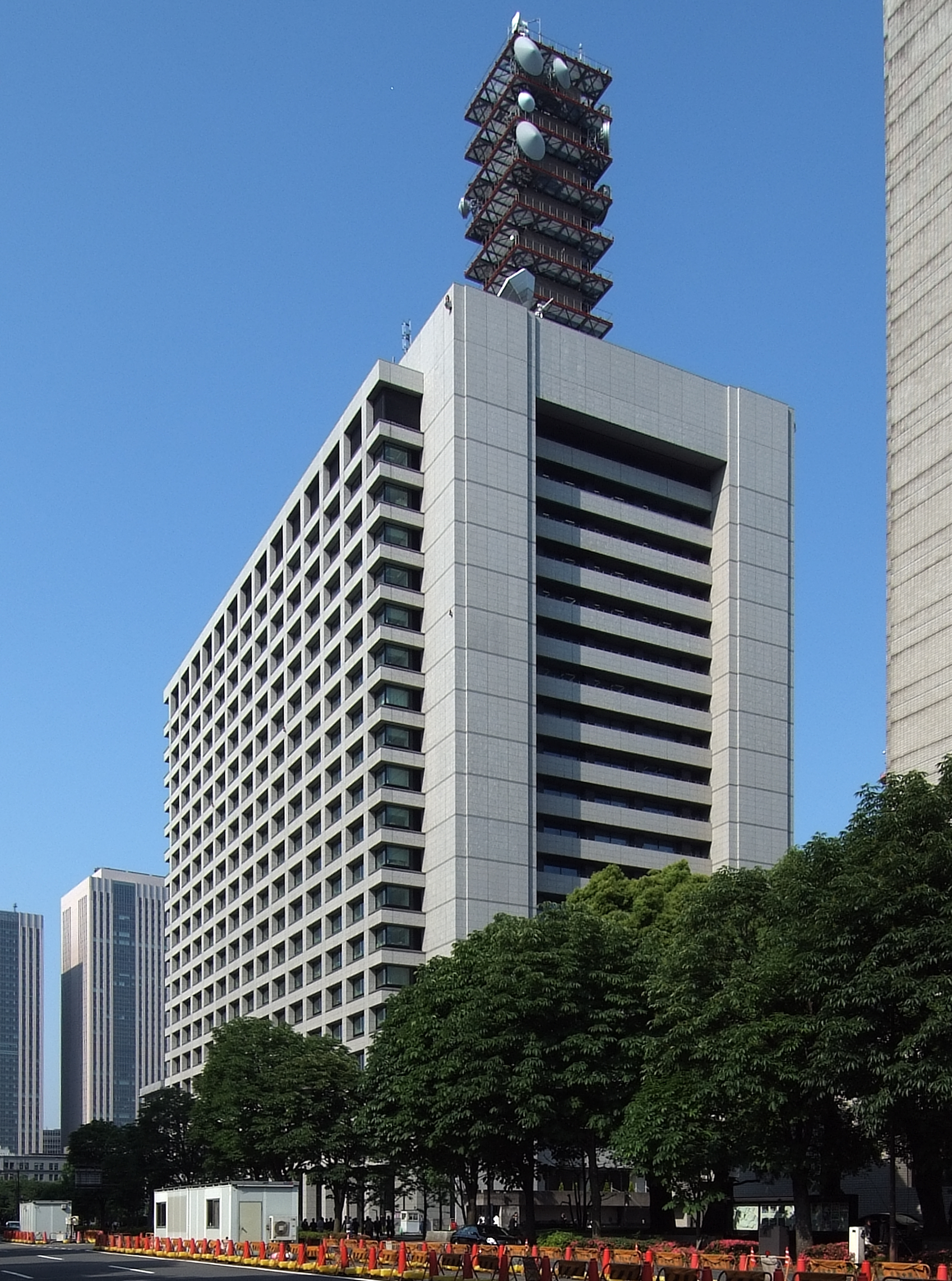
Chi nhánh của Bộ Đất đai, Hạ tầng và Giao thông (Tòa nhà Trung tâm Hội trường số 2)

## Tổ chức
MLIT được tổ chức thành các cơ quan sau:
- Thư ký Bộ trưởng (大臣 官 房?)
- Cục chính sách (総 合 政策 局?)
- Cục Chính sách Quốc gia và Khu vực (国土 政策 局?)
- Cục Công nghiệp Kỹ thuật và Xây dựng và Kinh tế Đất đai (土地 ・ 建設 産業 局?)
- Văn phòng Thành phố (都市 局?)
- Cục quản lý nước và thiên tai (水 管理 ・ 国土 保全 局?)
- Cục Đường bộ (道路 局?)
- Cục Nhà ở (住宅 局?)
- Cục Đường sắt (鉄 道 局?)
- Cục Vận tải Đường bộ (自動 車 交通局?)
- Cục Hàng hải (海事 局?)
- Cục cảng và bến cảng (港湾 局?)
- Cục Hàng không Dân dụng (航空 局?)
- Cục Hokkaido (北海道 局?)
- Tổng-Quản lý hoạch định chính sách (政策 統 括 官?)
- Tổng-Quản lý phụ trách các vấn đề quốc tế (国際 統 括 官?)